# Palacio de los Sierra
El Palacio de los Sierra o Palacio de Castrillón-Villademoros en Taborcías, concejo de Valdés (Asturias, España) es un edificio construido inicialmente en el siglo XVIII, con remodelación en la fachada durante el siglo XIX, considerado Bien de Interés Cultural por el Gobierno de Asturias.
El Palacio tiene forma de U  en planta y consta de tres edificios que forman un patio abierto, al estar la planta inferior formada por arquería de medio punto.
En la fachada principal los vanos son adintelados y el antepecho de la ventana se sitúa en el interior.
Adosada al lado Este del Palacio esta la capilla, de planta rectangular, cubierta con crucería nervada. En su interior se conservan un retablo del siglo XVIII y una magnífica Virgen Dolorosa de la escuela vallisoletana.